# Tuttan Faustman-Hedberg
Tuttan Faustman-Hedberg, egentligen Marian Leijonhufvud, ogift Chatham, född 28 juli 1917 i Stockholm, död 3 mars 1999 i Stockholms domkyrkoförsamling, var en svensk speciallärare och läromedelsförfattare. 
Tuttan Faustman-Hedberg var dotter till konstnärerna Gösta Chatham och Mollie Faustman, dotterdotter till Edvard Faustman och syster till regissören Hampe Faustman.
Hon var först gift med Folke Hedberg (1914–1996)  och fick en son 1941. Från 1959 var hon sedan gift med agronomen, friherre Axel Leijonhufvud (1907–2003). Hon är gravsatt i minneslunden på Skogskyrkogården i Stockholm.